# Mouvement démocratique des peuples du sud de l'Éthiopie
Le Mouvement démocratique des peuples du sud de l'Éthiopie (MDPSE), en amharique: የደቡብ ኢትዮጵያ ሕዝቦች ዴሞክራሲያዊ ንቅናቄ, YeDeboub Ityopya Hizboch émokrasiyawi Neqenaqé (ደኢህዴን), est un parti politique d'Éthiopie.
Lors des élections législatives du 15 mai 2005, il faisait partie du Front démocratique révolutionnaire du peuple éthiopien qui a remporté 327 des 527 sièges à la Chambre des représentants des peuples.
En août 2005, lors des élections régionales, le parti a gagné 271 sièges sur 348 dans la région des nations, nationalités et peuples du Sud. Il a annoncé le 13 décembre 2007 que, lors des prochaines élections, il présenterait 790 000 candidats aux postes de conseillers des woredas et kébélés  ainsi qu'à la Chambre des représentants des peuples